# Salonpas Cup
Salonpas Cup foi um torneio internacional de voleibol feminino realizado anualmente no Brasil de 2001 até 2008, organizado pela Confederação Brasileira de Voleibol.

## Histórico
| Ano           | Sede                        | Campeão             | Vice-campeão    | 3.º Lugar           | 4.º Lugar                 |
| ------------- | --------------------------- | ------------------- | --------------- | ------------------- | ------------------------- |
| 2001 Detalhes | Salvador                    | BCN/Osasco          | Starfin Ravenna | Hisamitsu Springs   | MRV/Minas                 |
| 2002 Detalhes | Fortaleza                   | BCN/Osasco          | MRV/Minas       | Rexona/Ades         | Hisamitsu Springs         |
| 2003 Detalhes | João Pessoa, Natal e Recife | Blue Life/Pinheiros | ACF/Campos      | Boricuas            | Seleção Brasileira Sub-20 |
| 2004 Detalhes | São Paulo                   | Rexona/Ades         | Finasa/Osasco   | MRV/Minas           | USC Münster               |
| 2005 Detalhes | São Paulo                   | Finasa/Osasco       | Rexona/Ades     | All Stars Bélgica   | MRV/Minas                 |
| 2006 Detalhes | São Paulo                   | Rexona/Ades         | Finasa/Osasco   | Cimed/Macaé         | Hisamitsu Springs         |
| 2007 Detalhes | São Paulo                   | Rexona/Ades         | Finasa/Osasco   | Fiat/Minas          | Winiary Kalisz            |
| 2008 Detalhes | São Paulo                   | Finasa/Osasco       | Rexona/Ades     | Pinheiros/Mackenzie | Scavolini Pesaro          |